# Ракитна
Ракитна (болг. Ракитна (България)) — село в Благоевградской области Болгарии. Входит в состав общины Симитли. Находится примерно в 10 км к юго-востоку от центра города Симитли и примерно в 23 км к югу от центра города Благоевград. По данным переписи населения 2011 года, в селе  проживало 134 человека.

## Население
| Год     | 1965 | 1975 | 1985 | 1992 | 2001 | 2011 |
| ------- | ---- | ---- | ---- | ---- | ---- | ---- |
| Жителей | 611  | 311  | 226  | 189  | 161  | 134  |

| Национальность | Человек | Процент |
| -------------- | ------- | ------- |
| болгары        | 125     | 93,28%  |
| другие         | 7       | 5,22%   |
| Всего ответов  | 134     |         |

|  |